# Fluorura de plumb(II)
Fluorura de plumb(II), cu formula chimică PbF2, este un compus anorganic ce se prezintă sub formă de solid alb. Are o gamă largă de utilizări, inclusiv ca flux în producția sticlei și în optică. Acest compus prezintă un comportament polimorf, existând în două forme distincte la temperaturi diferite: o structură ortorombică la temperaturi ambientale (similară cu cea a clorurii de plumb(II)) (tip PbCl2) și o structură cubică la temperaturi ridicate (similară cu fluorura de calciu).
Fluorura de plumb(II) are o masă molară de 249,52 g/mol și o densitate de 7,55 g/cm³. Prezintă un punct de topire de 824 °C și unul de fierbere de 1277 °C. Compusul este insolubil în apă, dar solubil în acizi tari. Din punct de vedere chimic, este un compus ionic format din cationii de plumb(II) (Pb²⁺) și anionii de fluor (F⁻). Este un agent oxidant slab și prezintă o reactivitate chimică moderată. De exemplu, reacționează cu acidul clorhidric pentru a forma clorură de plumb(II) și acid fluorhidric (HF):
PbF2 + 2 HCl → PbCl2 + 2 HF

## Preparare
Fluorura de plumb(II) poate fi preparată prin două metode principale:
1. Reacția dintre hidroxidul de plumb(II) sau carbonatul de plumb(II) cu acid fluorhidric:
- Se utilizează hidroxidul de plumb(II) sau carbonatul de plumb(II) ca reactant solid.
- Se adaugă acid fluorhidric (HF) sub formă de soluție concentrată în apă.
- Reacția are loc la temperaturi moderate.
- Produsul final este fluorura de plumb(II) precipitată.[3]

Formula chimică a reacțiilor:
Pb(OH)2 + 2 HF → PbF2 + 2 H2O
PbCO3 + 2 HF → PbF2 + H2O + CO2
2. Precipitarea din soluție:
- Se utilizează o sare de plumb(II) solubilă, dizolvată în apă.
- Se adaugă acid fluorhidric (HF) sub formă de soluție concentrată în apă.

- Se adaugă fluorură de potasiu solubilă la o soluție de azotat de plumb(II).[4]

- Se adaugă fluorură de sodiu sub formă de soluție la o soluție de acetat de plumb(II).

Formula chimică a reacțiilor:
2 KF + Pb(NO3)2 → PbF2 + 2 KNO3
2 NaF + Pb(CH3COO)2 → PbF2 + 2 CH3COONa
Fluorura de plumb(II) se găsește în natură sub formă de mineral foarte rar numit fluorocrocit.

## Utilizări

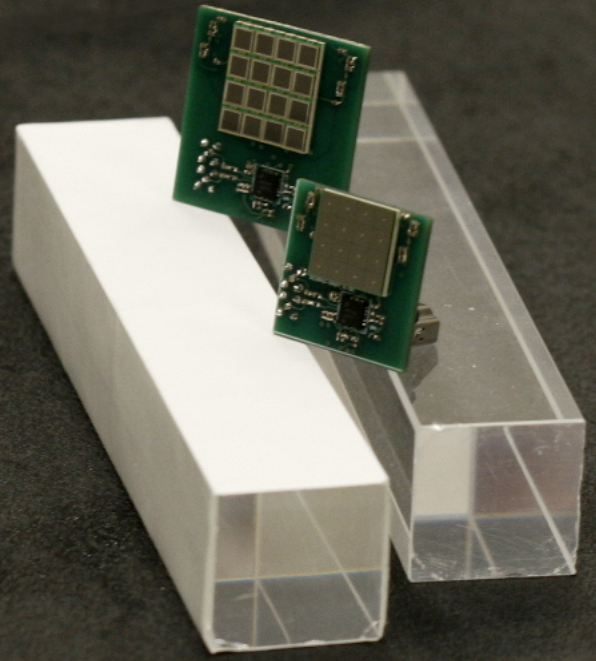
Două cristale scintilatoare de fluorură de plumb (PbF_{2}) cu dimensiuni de 25 mm × 25 mm × 140 mm utilizate în experimentul Muon g−2.

Fluorura de plumb(II) are o gamă largă de aplicații:
- Sticla cu topire scăzută: Se utilizează ca flux pentru a reduce temperatura de topire a sticlei, făcând-o mai ușor de modelat și mai rezistentă la fisuri.
- Acoperiri de sticlă: Se aplică ca strat transparent pe sticlă pentru a reflecta radiațiile infraroșii de undă lungă, reducând pierderile de căldură și oferind protecție termică.
- Fosfori pentru ecrane cu tuburi de televiziune: Se utilizează ca componentă a fosforilor care emit lumină vizibilă sub impactul electronilor, contribuind la crearea imaginii pe ecranul televizorului.
- Catalizator: Se utilizează ca agent chimic care accelerează reacția de producere a picolinei, un compus organic important utilizat în sinteza diverselor substanțe chimice.[3]

Experimentul Muon g−2⁠(d): În acest experiment, se utilizează scintilatoare de fluorură de plumb (PbF
2) în combinație cu fotomultiplicatoare de siliciu pentru a detecta radiația emisă de muoni. Scintilatoarele transformă energia radiației în lumină, care este apoi detectată de fotomultiplicatoare și convertită în semnale electrice.